# تفجيرات مسجد البليلي بصنعاء
في 24 سبتمبر 2015، نفذ تنظيم الدولة الإسلامية تفجيرًا انتحاريًا مزدوجًا في مسجد في صنعاء، اليمن، مما أسفر عن مقتل 25 شخصًا على الأقل.

## خلفية
وقعت العديد من الهجمات الإرهابية في اليمن منذ أن دخل البلد في أزمته في يناير 2011، وأزدادت وتيرة الهجمات منذ اندلاع الحرب الأهلية في 2015. وسيطرت جماعة الحوثي، التي بدأت تمردها عام 2004، على العاصمة صنعاء في سبتمبر 2014 واحتلتها منذ ذلك الحين. في مارس 2015، قُتل 142 شخصًا على يد انتحاريين تابعين لتنظيم الدولة الإسلامية في مسجدين في صنعاء.

## الهجوم
في صباح يوم 24 سبتمبر 2015، فجر انتحاري قنبلة أثناء صلاة عيد الأضحى في مسجد البليلي، في صنعاء. وبينما كان المصلين الذين نجوا من الانفجار يحاولون الهرب، فجر انتحاري حزاما ناسفا عند مدخل المسجد. قُتل ما لا يقل عن 25 شخصًا وأصيب 36 آخرون على الأقل. في وقت لاحق من اليوم نفسه، تبنى تنظيم الدولة الإسلامية الهجوم.